# Couvent de Chi Lin
Le couvent de Chi Lin (志蓮淨苑) est un grand complexe de temples bouddhiques de Hong Kong situé à Diamond Hill (zh) à Kowloon. Fondé en 1934 comme lieu de retraite pour les nonnes bouddhistes, il est reconstruit en 1998 selon l'architecture traditionnelle de la dynastie Tang. Les bâtiments du complexe abritent des statues d'or, d'argile, de bois et de pierre du Bouddha Sakyamuni, de la déesse de la miséricorde Guanyin et d'autres bodhisattvas. Il est ouvert gratuitement au public tous les jours.
En 2018, un travail de conception lumière est réalisé pour donner au bâtiment un nouvel aspect, au plus près de la conception originale du bâtiment.

## Architecture
La couvent de Chi Lin utilise l'architecture traditionnel de la dynastie Tang avec un style basé sur un dessin du Sukhāvatī issu des grottes de Mogao. Il est entièrement construit en bois de cyprès, sans utilisation de clous, et est actuellement le plus grand bâtiment en bois fabriqué à la main au monde. Cette construction est basée sur les techniques de l'architecture chinoise traditionnelles qui utilisent des systèmes de verrouillage spéciaux découpés dans le bois pour les maintenir en place. L'école d'architecture chinoise traditionnelle adopte ce type de technique pour démontrer l'harmonie de l'humanité avec la nature. Le complexe avec 16 bâtiments, une bibliothèque, une école, une pagode, un clocher et une tour du tambour, couvre une superficie de plus de 33 000 m². Les bâtiments du couvent sont les seuls bâtiments construits dans ce style à Hong Kong de nos jours.
Grâce au nouveau projet de conception d'éclairage, de petits spots ont été installés au rez-de-chaussée et sur le toit, tandis que les escaliers d'entrée inférieurs sont éclairés par des bandes LED placées dans les rampes.

## Jardin Nan Lian
Le jardin Nan Lian, situé en face du couvent de Chi Lin, est un jardin chinois classique également construit dans le style de la dynastie Tang. Il couvre une superficie de 35 000 m² et est entretenu par le couvent de Chi Lin.

## Galerie

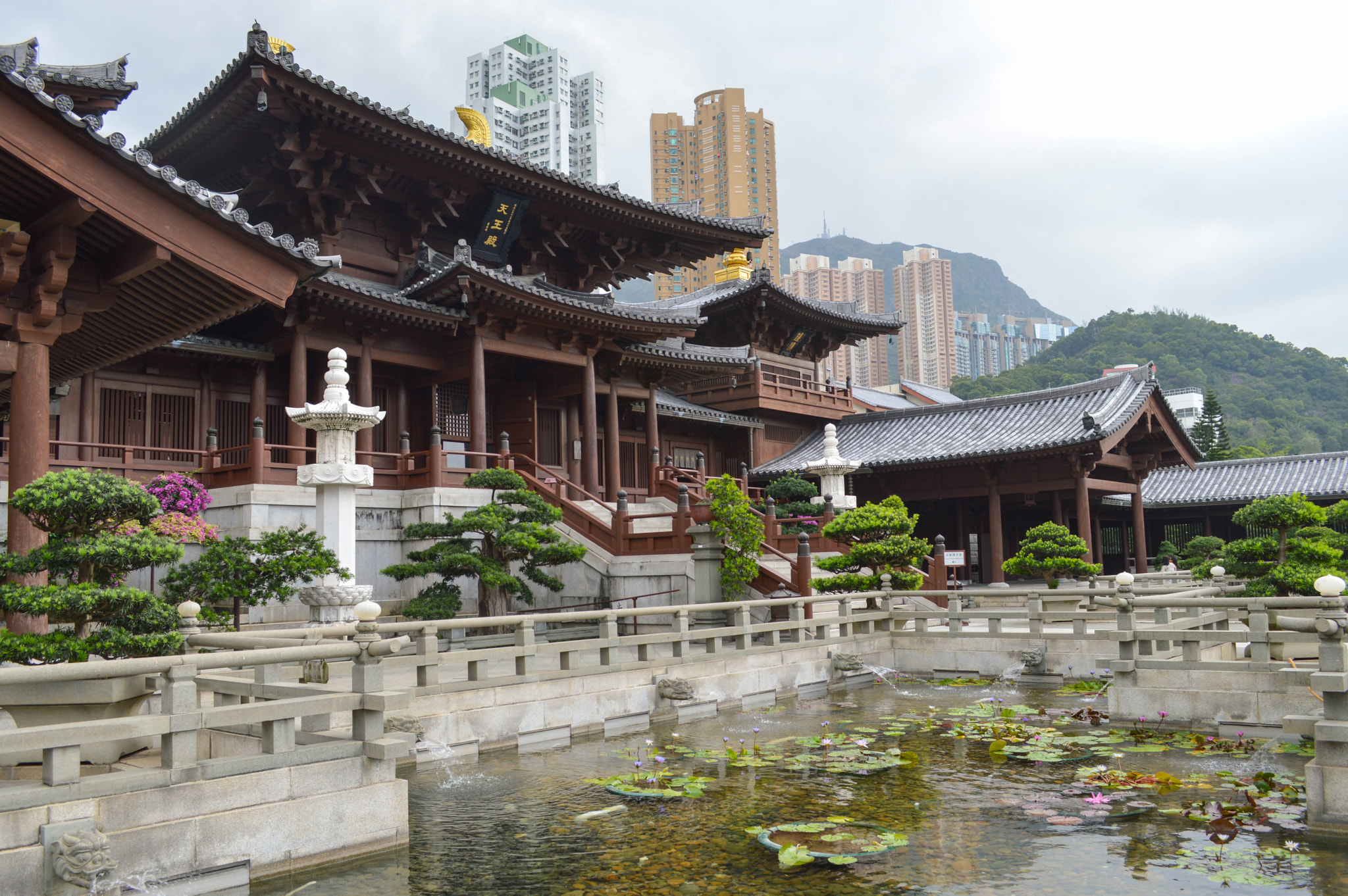
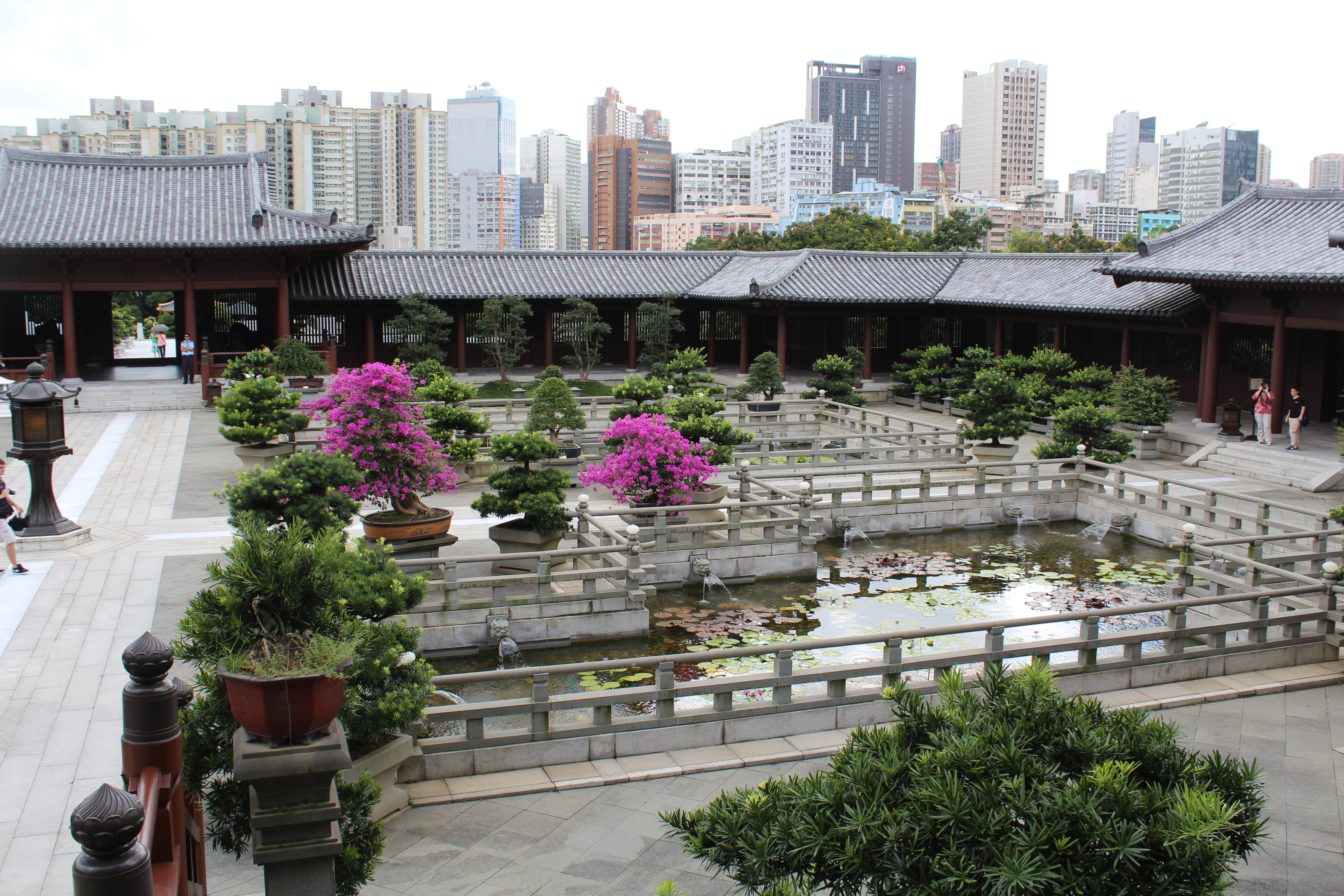
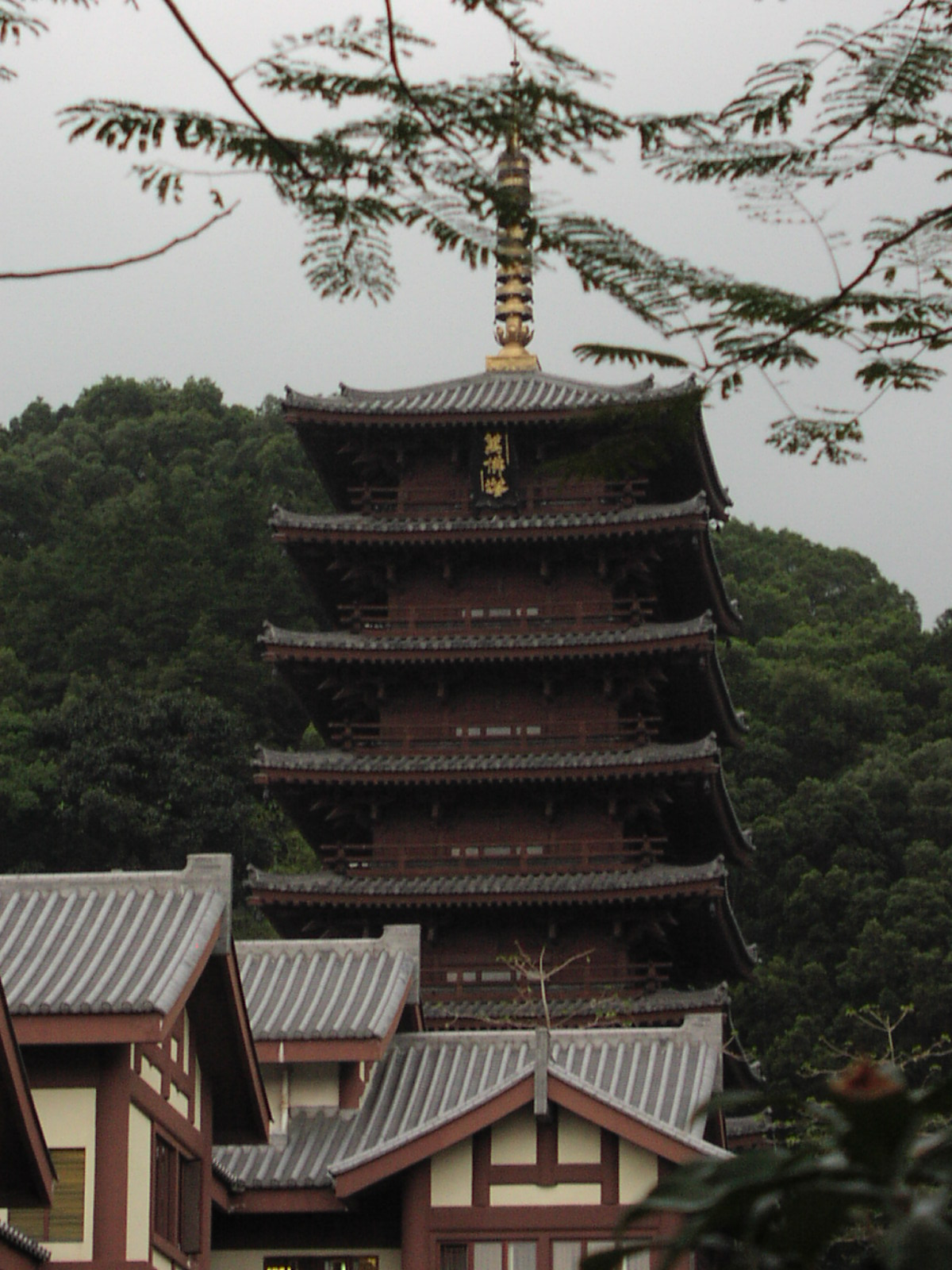
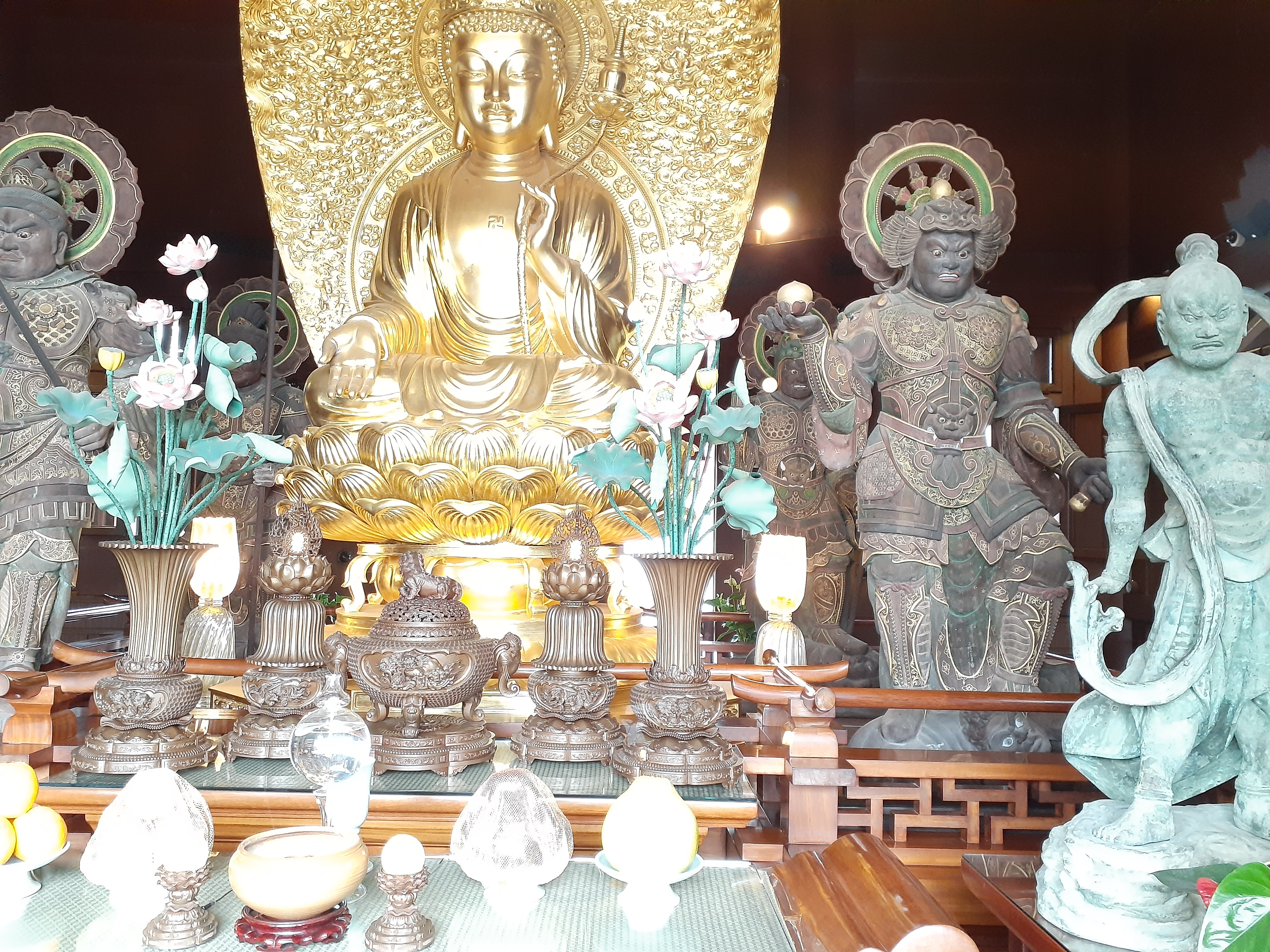
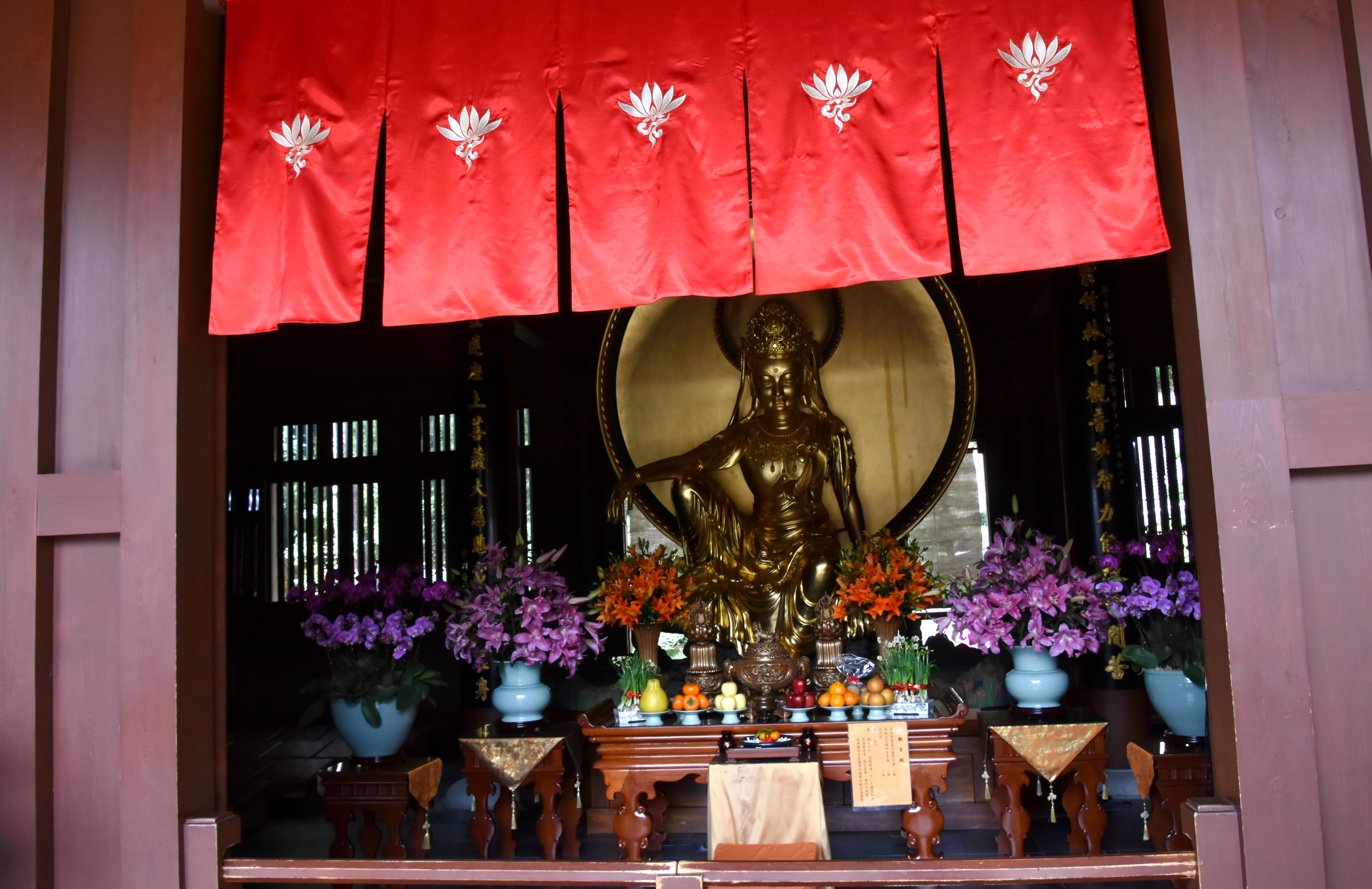
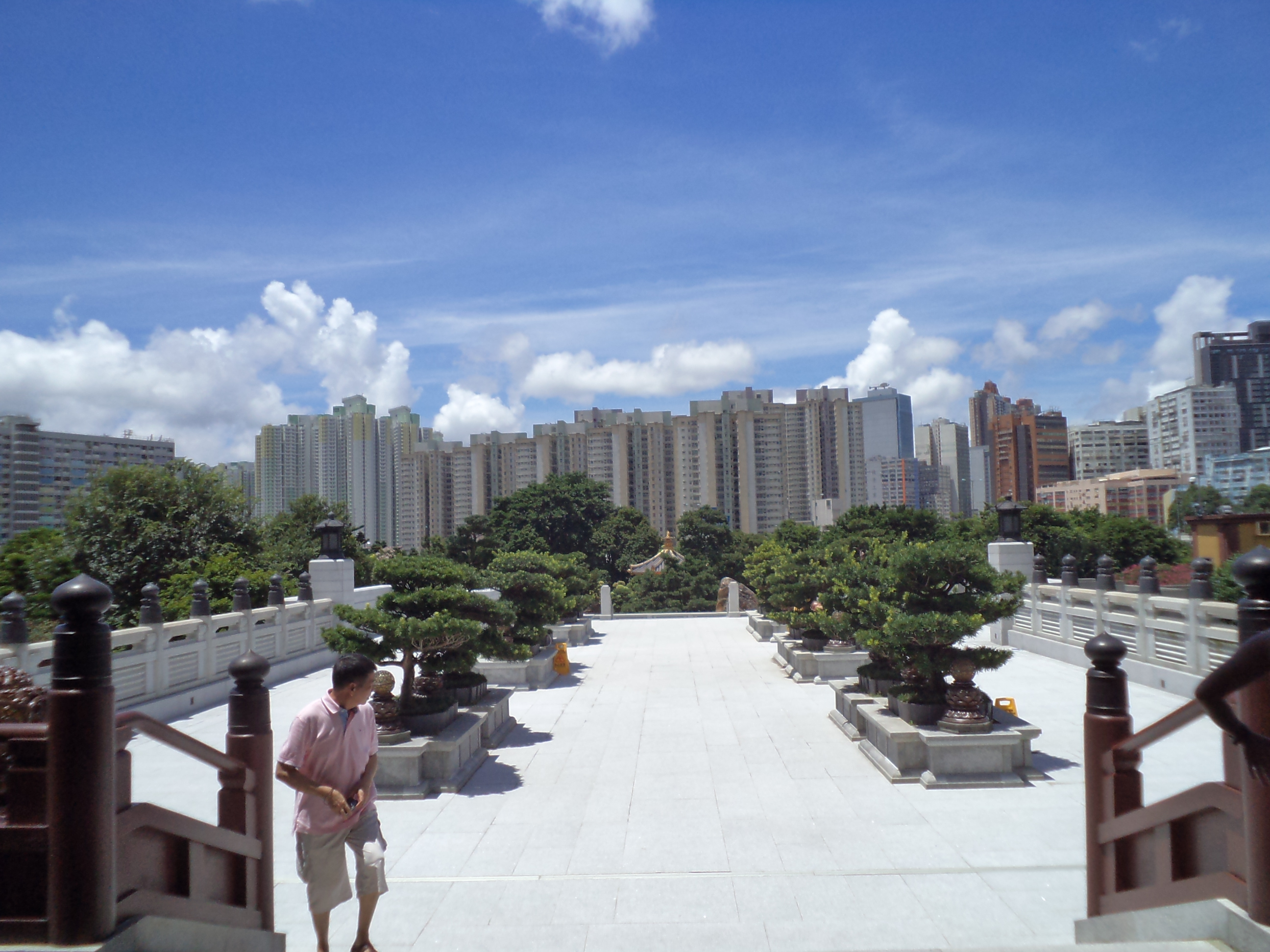